# 滑鐵盧 (愛阿華州)
滑鐵盧或沃特卢（Waterloo）為美國愛阿華州布萊克霍克縣東北部的一個城市，也是该县县治所在。NBA历史上的滑铁卢老鹰队主场曾经设在该地。